# 川上優
川上優（1982年3月3日—），是出身於日本東京都的AV女優 。2004年進入AV界，當時藝名為森野雫，於2007年時宣布改名為現在的「川上優」，理由是「因為未來要以SM和輕熟女的形象為主要演出題材」。

## 簡介
2004年11月15日，在《近親白書 母親失格》一片中飾演紫彩乃的女兒，當時以森野雫的名字演出。
2007年5月25日，發表《悦虐団地妻》一片後即引退，又在同年的9月1日改以「川上優」之名發表《奴隷市場の女》復出。
2009年，獲得由「サン出版社」頒發的最優秀主演若妻大賞。
2009年，獲得由「若生出版社」頒發的AV女優大賞。
2011年3月7日，獲得「2011成人廣播獎」的熟女女優賞。
2013年自今，以發表SM作品為主要的工作，同時也不定期開攝影會。
2018年11月29日，在新宿歌舞伎町開店，店名為「Labyrinth」。

## 寫真集
- First（2011年11月25日、GOT Corporation）ISBN 978-4860847562
- 裸婦（2012年4月25日、双葉社、撮影：沢渡朔）ISBN 978-4575304190
- 艶ぱら（2013年4月26日、竹書房、撮影：野川イサム）
- 川上ゆうヌード大全集（2014年7月11日、双葉社、撮影：沢渡朔）

## 外部連結
- 所屬事務所
- 公式プロフィール - 宣材.tv
- 川上優的官方部落格 （页面存档备份，存于）
- 川上優的部落格
- 的X（前Twitter）